# الجبل (مقبنة)
الجبل هي إحدى قرى جمهورية اليمن. وهي تتبع جغرافيًا لمحافظة تعز. وإداريًا لمديرية مقبنة. يبلغ تعداد سكانها 2150 نسمة حسب الإحصاء الذي جرى عام 2004.